# Ічнянський спиртовий завод
Ічнянський спиртовий завод — колишнє українське підприємство харчової промисловості в місті Ічня Прилуцького району Чернігівської області України.

## Історія
У радянський час завод входив у число провідних підприємств міста.
Після проголошення незалежності України, завод перейшов у відання Державного комітету харчової промисловості України.
У березні 1995 року Верховна Рада України внесла завод в перелік підприємств, приватизація яких заборонена у зв'язку з їх загальнодержавним значенням.
Після створення у червні 1996 року державного концерну спиртової та лікеро-горілчаної промисловості «Укрспирт», завод був переданий у відання концерну «Укрспирт».
У січні 2003 року Кабінет міністрів України дозволив заводу розпочати виробництво високооктанових оксигеновмісних добавок до бензину.
У липні 2010 року державний концерн «Укрспирт» було реформовано в державне підприємство «Укрспирт», завод залишився у віданні ДП «Укрспирт».
Криза 2008 року ускладнила становище спиртзаводів Чернігівської області, обсяги виробництва знизилися. У травні 2010 року було запропоновано розглянути питання про їх можливе перепрофілювання.
У 2011 році почалася процедура ліквідації Ічнянського спиртзаводу, з початку 2012 року завод припинив виробничу діяльність.
У 2014 році завод вже не функціонував.
На початку травня 2016 року Кабінет міністрів України направив на розгляд Верховної Ради України законопроєкт № 4536 про можливості приватизації 391 державного підприємства (в тому числі, Ічнянського спиртзаводу).
У червні 2017 року була припинена спроба розкрадання деталей електродвигунів з електроцеху заводу.

## Діяльність
Завод виробляв етиловий спирт (в тому числі, спирт-ректифікат, спирт «Екстра», спирт «Люкс» і технічний спирт), а також ізоаміловий спирт для потреб хімічної промисловості та барду .